# Liga Andaluza femenina de waterpolo
La Liga Andaluza de waterpolo femenino es la liga territorial que da acceso a la división nacional de la waterpolo en España que se juega entre equipos de la zona de Andalucía. Está organizada por la Federación Andaluza de Natación. Comenzó a organizarse la liga la temporada 1997.

## Historial
| N.º  | Año     | Primero                | Segundo                  | Tercero                  |
| ---- | ------- | ---------------------- | ------------------------ | ------------------------ |
| I    | 1997-98 | C.D.U. Málaga          | Waterpolo Dos Hermanas   | Club Natación Alcala     |
| II   | 1998-99 | Waterpolo Dos Hermanas | C.D.U. Málaga            | Club Natación Alcala     |
| III  | 1999-00 | Waterpolo Dos Hermanas | C.D.U. Málaga            | Real Club Mediterráneo   |
| IV   | 2000-01 | C.D.U. Málaga          | Waterpolo Dos Hermanas   | Club Natación Jerez      |
| V    | 2001-02 | Waterpolo Dos Hermanas | C.D.U. Málaga            | C.D.U. Granada           |
| VI   | 2002-03 | Waterpolo Dos Hermanas | C.D.U. Granada           | Club Natación Jaén       |
| VII  | 2003-04 | C.D.U. Málaga          | Waterpolo Dos Hermanas   | C.D.U. Granada           |
| VIII | 2004-05 | Waterpolo Dos Hermanas | C.D.U. Málaga            | C.D.U. Granada           |
| IX   | 2005-06 | Waterpolo Dos Hermanas | C.D.U. Granada           | Club Deportivo Limoneros |
| X    | 2006-07 | Waterpolo Dos Hermanas | Club Deportivo Limoneros | C.D.U. Granada           |
| XI   | 2007-08 | Waterpolo Dos Hermanas | Club Deportivo Limoneros | Club Waterpolo Algeciras |
| XII  | 2008-09 | C.D.U. Granada         | Club Natación Caballa    | EMALGESA Algeciras       |